# Grand Ledge
Grand Ledge är en stad i den amerikanska delstaten Michigan med en yta av 9,4 km² och en folkmängd som uppgår till 7 813 invånare (2000). Staden är till största delen belägen i Eaton County och resten finns i Clinton County.

## Kända personer från Grand Ledge
- Frank Fitzgerald, politiker, guvernör i Michigan 1935-1937 och 1939